# Ophiomyia spenceri
Ophiomyia spenceri är en tvåvingeart som beskrevs av Cerny 1985. Ophiomyia spenceri ingår i släktet Ophiomyia och familjen minerarflugor. Inga underarter finns listade i Catalogue of Life.